# Lago Topolnica
Il lago Topolnica (in bulgaro Тополница?) è un lago artificiale nei monti Balcani, in Bulgaria.

## Costruzione della diga
La sua costruzione cominciò nel 1948 e finì nel 1963; fu eretta sul Topolnica poco più a sud del villaggio di Muhovo.
Lo scopo principale della diga di Topolnica è l'irrigazione dei campi della pianura superiore della Tracia.
I muri sono di cemento e sono alti 78 m.

## Geografia
Il volume massimo è di 137 milioni di m³ e c'è un piccolo impianto idrico. Il bacino del lago è di 1381 km² e le precipitazioni annue nell'area sono di 603 mm.
Ci sono molti villaggi e bungalow sulle rive della diga. Questo posto è adatto alla pesca per via dell'abbondanza di carpe, scardini, perche e altre specie di pesci di acqua dolce.